# Pilecki (film)
Pilecki – polski dokument fabularyzowany w reżyserii Mirosława Krzyszkowskiego przedstawiający historię rotmistrza Witolda Pileckiego. Producentem filmu jest Stowarzyszenie Auschwitz Memento z Oświęcimia. Środki na film pozyskano w ramach akcji „Projekt: Pilecki” będącą zbiórką publiczną. W rolę rotmistrza wcielił się Marcin Kwaśny.

## Fabuła
Film Pilecki to polski fabularyzowany dokument w reżyserii Mirosława Krzyszkowskiego przedstawiający historię rotmistrza Witolda Pileckiego od czasów jego młodości, poprzez działania w czasie II wojny światowej, aż do uwięzienia i śmierci w maju 1948 roku. W filmie zaprezentowano wypowiedzi licznych członków rodziny Pileckiego. Zdjęcia powstały w wielu historycznych miejscach.

## Obsada
- Marcin Kwaśny – Witold Pilecki
- Piotr Głowacki – Tomasz Serafiński
- Małgorzata Kowalska – Maria Pilecka, żona Witolda
- Andrzej Pilecki – on sam, syn Witolda Pileckiego
- Adam Cyra – on sam (w roli historyka)